# Rocky II

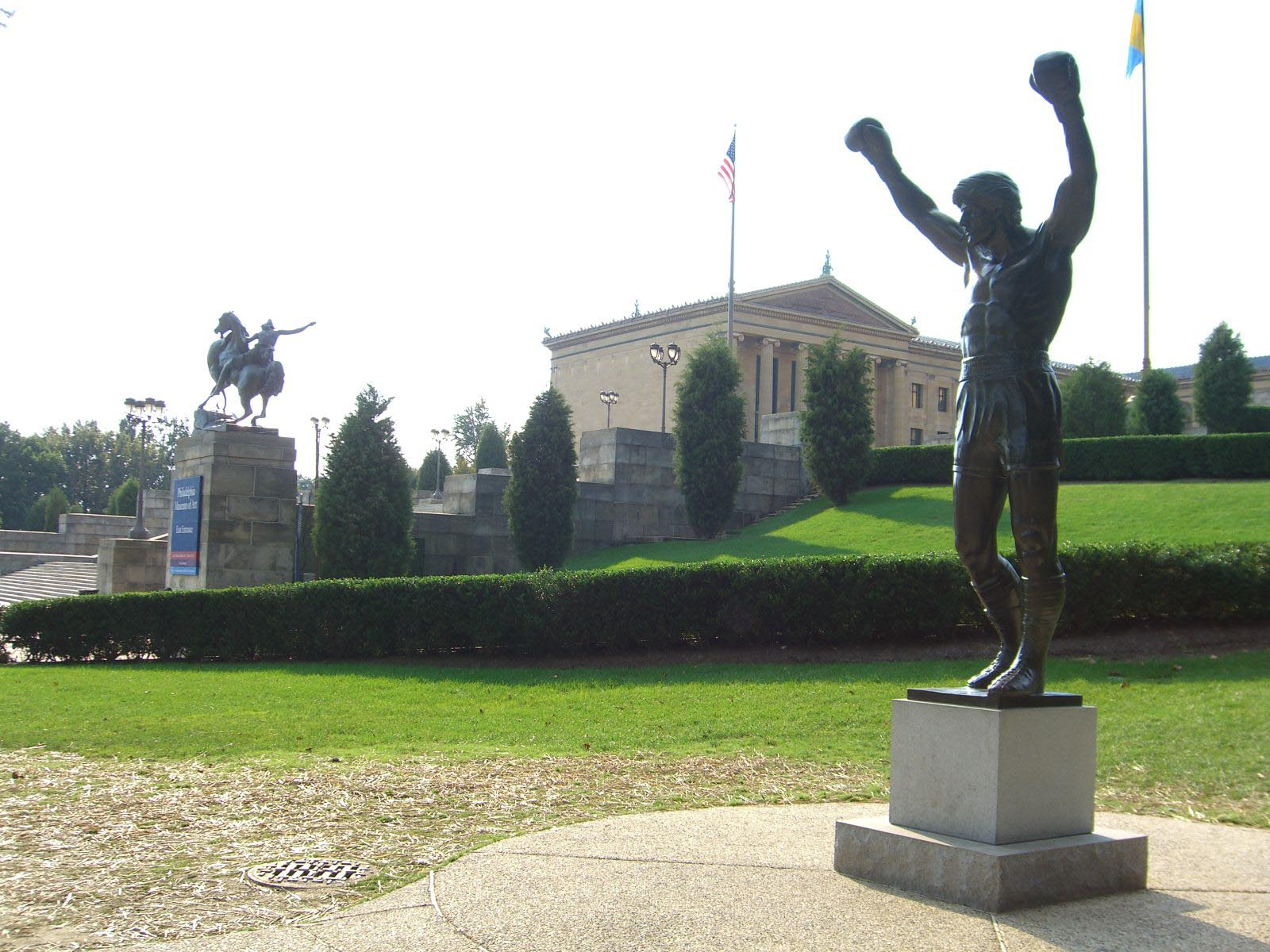
Estátua de Rocky Balboa nas proximidades do Museu de Artes a Filadélfia

Rocky II é um filme estadunidense de 1979, com direção, roteiro e atuação de Sylvester Stallone.
É o segundo filme da série Rocky.

## Sinopse
Após a luta com Apollo Creed, os fãs de boxe pedem uma revanche. Porém, Rocky sofreu graves ferimentos no último combate, e anuncia o seu afastamento dos ringues. Concentra-se no seu relacionamento com Adrian, acabando por se casar e manter uma rotina familiar estável. Porém, o chamamento do ringue assombra-o de tal modo que ele não se consegue manter afastado por muito tempo. Adrian fica grávida, e os dias de gravidez assim como os empregos fracassados de Rocky vão se passando. Rocky então é novamente desafiado por Apollo Creed quando finalmente consegue um emprego mais estável como auxiliar técnico de Mickey, e ambos se sentem obrigados a aceitar, mas Adrian não permite e acaba passando mal, tendo o filho e entrando em coma. 
Após alguns dias e orações de Rocky e também de Mickey ela acorda, e diz para Rocky: "Quero que faça algo por mim!". Rocky se aproxima e ela diz: "Vença, vença!". Assim, Rocky tem que se preparar para o combate do século contra Apollo Creed. Mais uma vez a luta é tensa, mas desta vez ambos estão melhores, incluindo nas cores de suas vestes. 

## Elenco
- Sylvester Stallone .... Rocky Balboa
- Talia Shire .... Adrian Pennino-Balboa
- Burt Young .... Paulie Pennino
- Carl Weathers .... Apollo Creed
- Burgess Meredith .... Mickey Goldmill
- Tony Burton .... Tony "Duke" Evers
- Sylvia Meals .... Mary Anne Creed
- Joe Spinell .... Anthony "Tony" Gazzo

## Principais prêmios e indicações
People's Choice Awards 1980 (EUA)
- Venceu na categoria de Filme Favorito.

American Movie Awards 1980 (EUA)
- Venceu na categoria de Melhor Filme.